# Худдинге

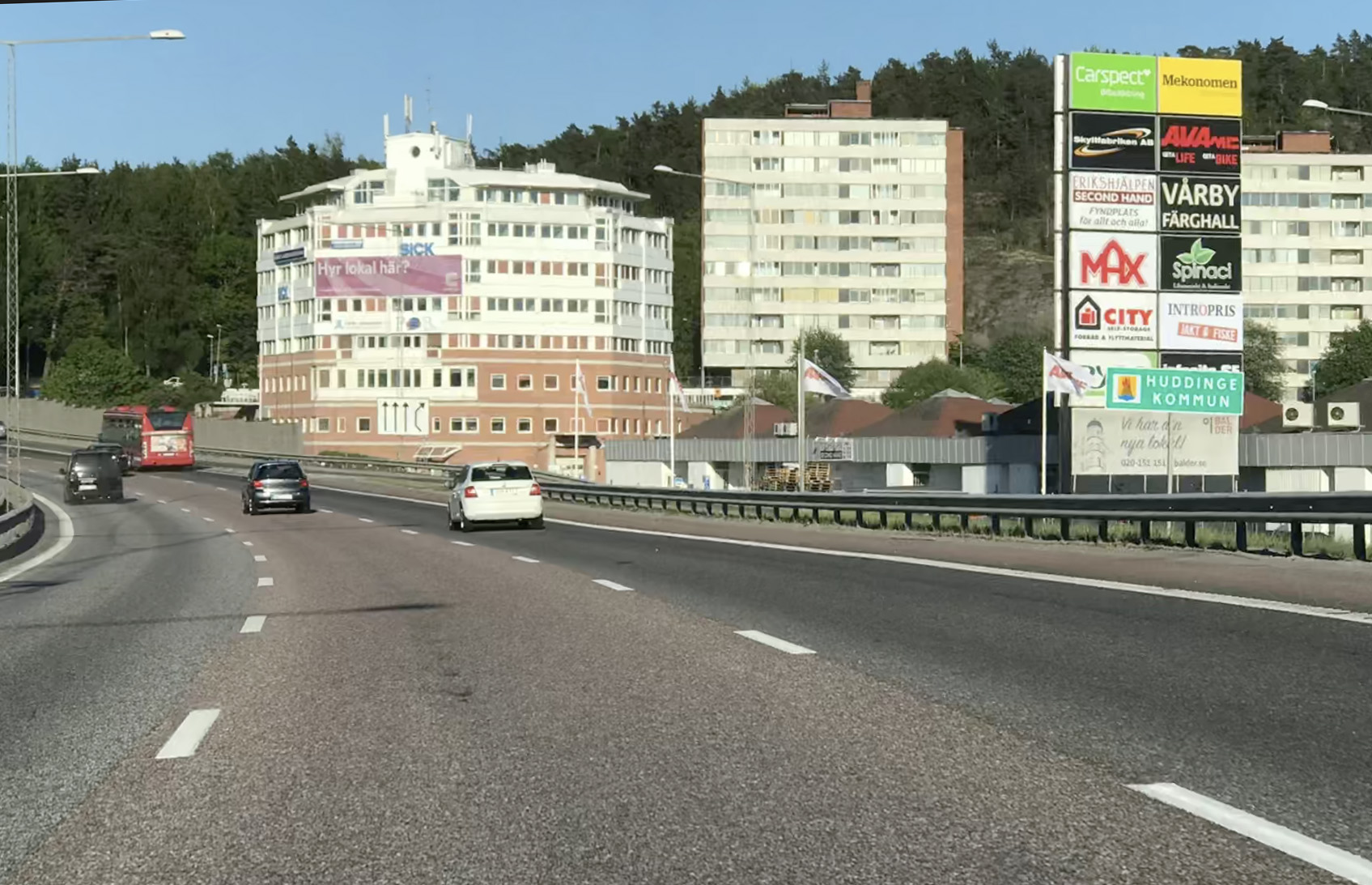
Трасса E20 в Худдинге

Худдинге (швед. Huddinge kommun, оригинальное произношение ху́ддиньео файле) — коммуна (муниципалитет) лена Стокгольм в центральной Швеции. Худдинге является второй по численности населения (более 110 тысяч жителей) коммуной лена Стокгольм. Составляет всю центральную часть полуострова Сёдертёрн, относится к исторической области Сёдерманланд и входит в понятие Большого Стокгольма. Более половины территории Худдинге занимают сельскохозяйственные угодья, леса и озёра.

## История
Ху́ддинге, южный берег озера Меларен, был заселён после схода ледника ещё девять тысяч лет назад, во времена бронзового и железного веков. Первые поселенцы, уддинги («живущие на берегу» от швед. udde — берег, мыс), дали имя территории. Считалось, что при приближении вражеских кораблей древние обитатели Худдинге подавали друг другу знаки при помощи маяков на вершинах холмов. Эта легенда отображена на современном гербе Худдинге.
Последующие столетия территория была слабо заселена. В XIX веке были построены деревни, дачи и виллы богатых шведов, вокруг которых начали разрастаться другие постройки. К 1840-м годам насчитывалось 230 домовладений с 1 275 жителями, в 1847 году открыта первая церковная школа. В конце века через полуостров была проложена железная дорога в экономически важный южный регион Швеции, и округ начал стремительно развиваться. К 1902 году уже открыли станцию железной дороги неподалёку от виллы «Худдинге».

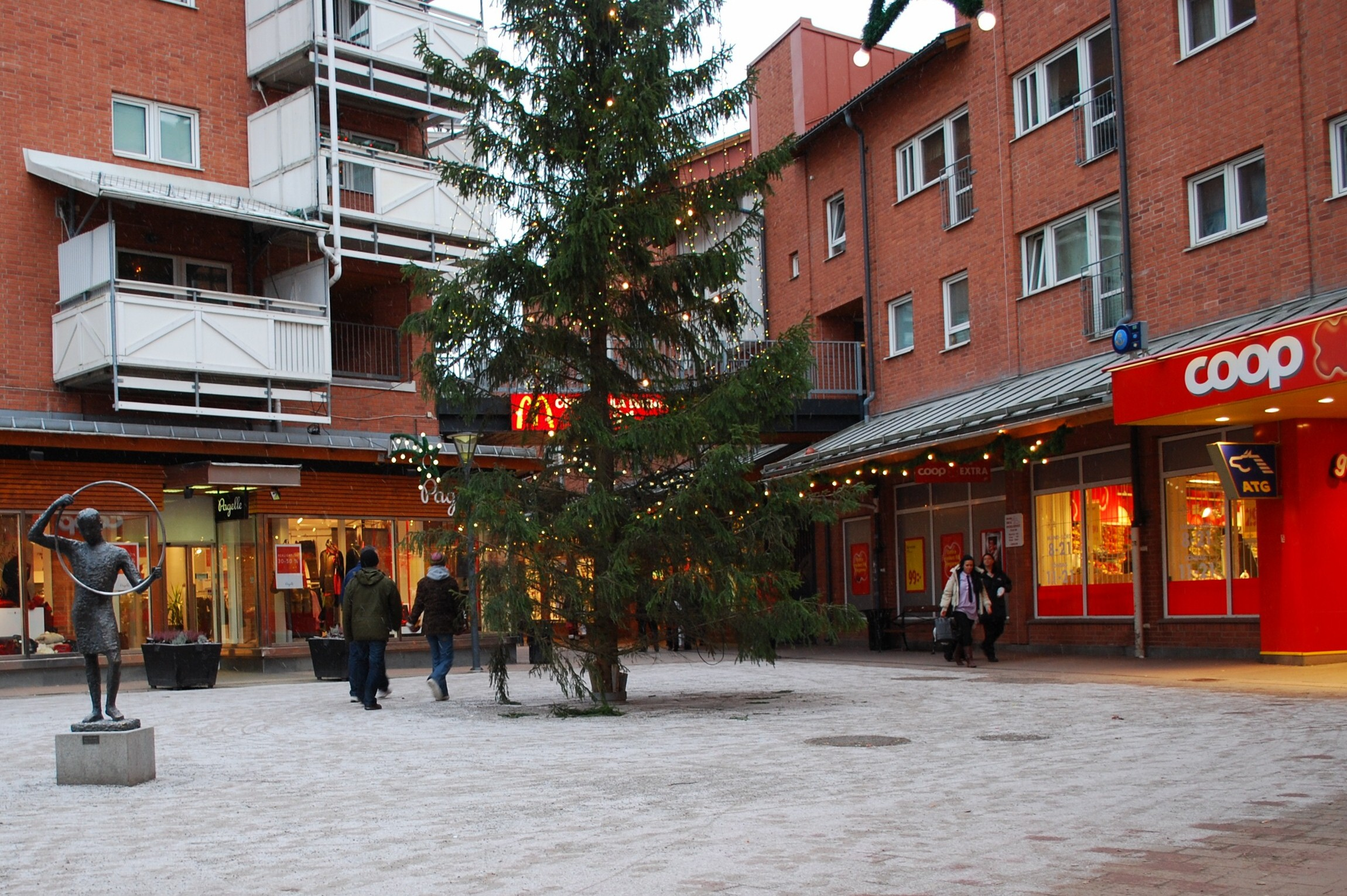
Площадь торгового центра Худдинге

Второй скачок роста произошёл после 1945 года. Вокруг станции начали возводить панельные дома. К 1960-м годам рядом со станцией построена площадь торгового центра Худдинге.
Коммуна образована в результате территориальной реформы конца XIX века и сконцентрирована вокруг бывшего церковного прихода. В 1924 году было образовано муниципальное общество (швед. Huddinge municipalsamhälle), распавшееся к 1953 году. Коммуна образована лишь к 1971 году.
К концу 2017 года 39,73 % процентов населения коммуны (43 699 человек) были рождены вне Швеции (32 190 человек) или имеют обоих родителей, рождённых вне Швеции. В 2002 году таких людей было только 24 319 человек, или 28,13 %. Из них 123 человека были рождены или имеют обоих родителей из стран бывшего СССР.
В 2000-х годах началось бурное развитие района Кунгенс Курва. Были построено много панельных домов, открыт крупный торговый центр, состоящий из множества отдельно стоящих зданий, самый большой в Швеции кинотеатр и самый большой в мире трёхэтажный магазин IKEA. Годовой доход Кунгенс Курва — шесть миллиардов крон. Кунгенс Курва является самым крупным работодателем коммуны, в одном IKEA работает 875 человек.
Строительство зданий и сдача в аренду жилья отдано частной компании «Хюхэ» (швед. Huge, от Hu(ddin)ge).

## Территориальное деление

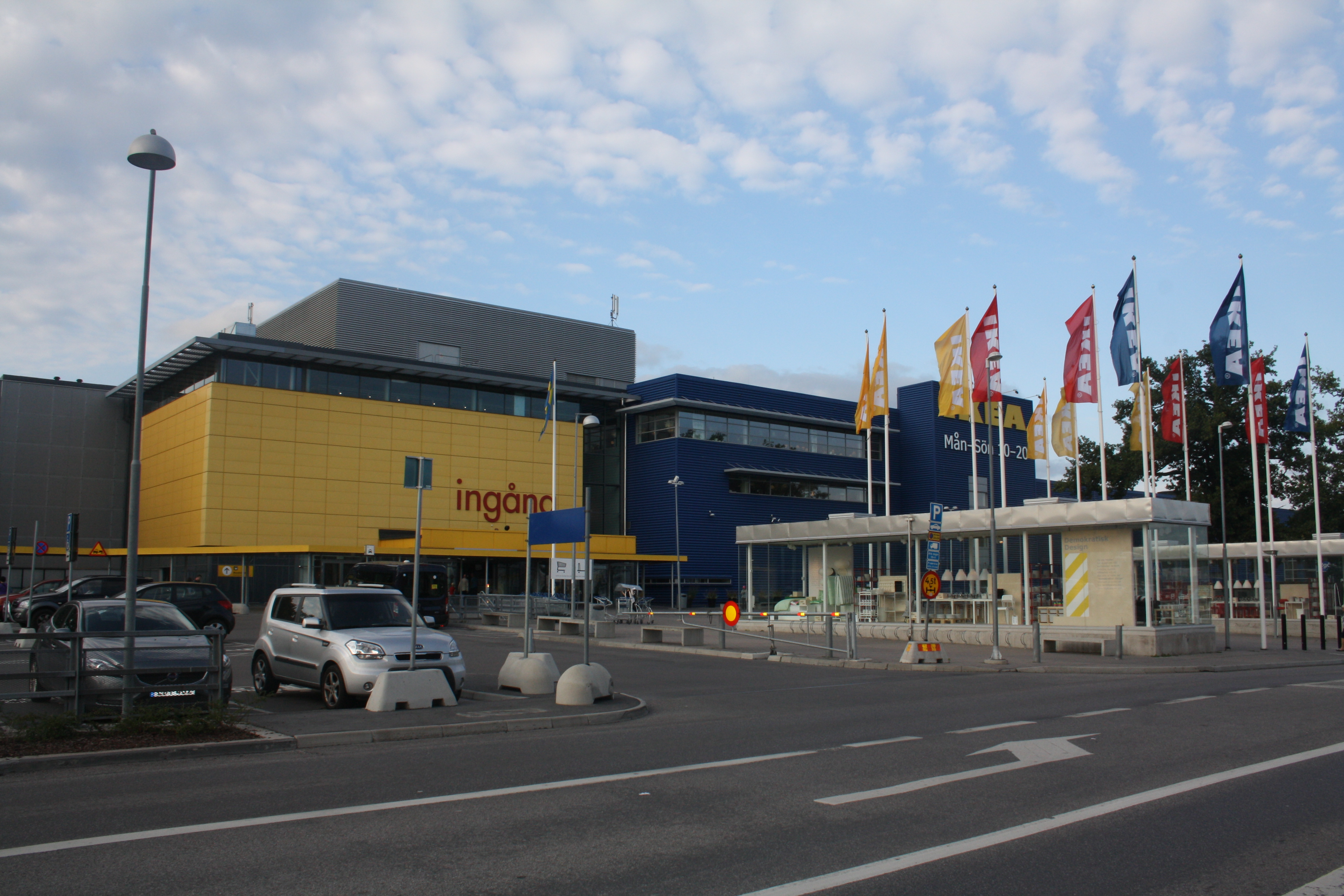
В Худдинге располагается самый крупный по площади магазин «IKEA»

Коммуна Худдинге поделена на 7 районов:
- Флемингсберг (швед. Flemingsberg)
- Сегельторп (швед. Segeltorp)
- Щёдален и Фуллерста (швед. Sjödalen — Fullersta)
- Скугос (швед. Skogås)
- Стувста и Снэттринге (швед. Stuvsta — Snättringe)
- Тронгсунд (швед. Trångsund)
- Ворбю (швед. Vårby) включая Масмо (швед. Masmo)

и включает три поселения
- Гладё кварн (швед. Gladö kvarn)
- Видья (швед. Vidja)
- Эстehg и Одран (швед. Östorp - Ådran])

## Образовательные учреждения
В Худдинге расположены 6 публичных библиотек, университет Сёдертёрна, а также южный кампус Каролинского института и корпуса Королевского технологического института.

## Транспорт
Худдинге обслуживается общественным транспортом Стокгольма. В коммуне находятся 2 станции Стокгольмского метро, 5 станций поездов пригородного сообщения и одна станция поездов дальнего следования (Флемингсберг). Развито автобусное сообщение.

## Города-побратимы
- Дания: Люнгбю-Торбек (коммуна)
- Финляндия: Вантаа
- Гренландия: Нуук
- Исландия: Сейдисфьордюр
- Норвегия: Ашим

## Галерея

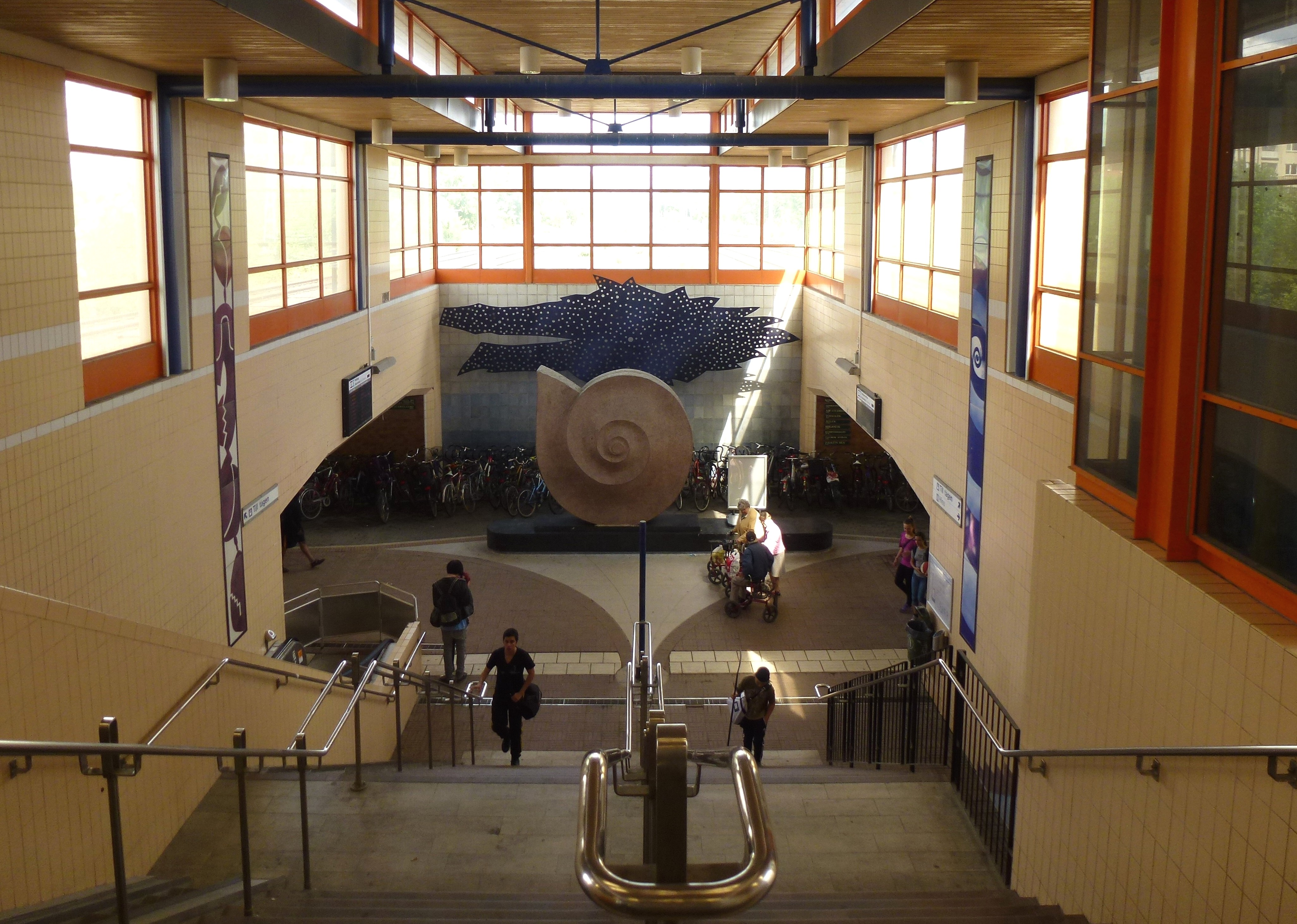
Станция пригородных поездов Худдинге
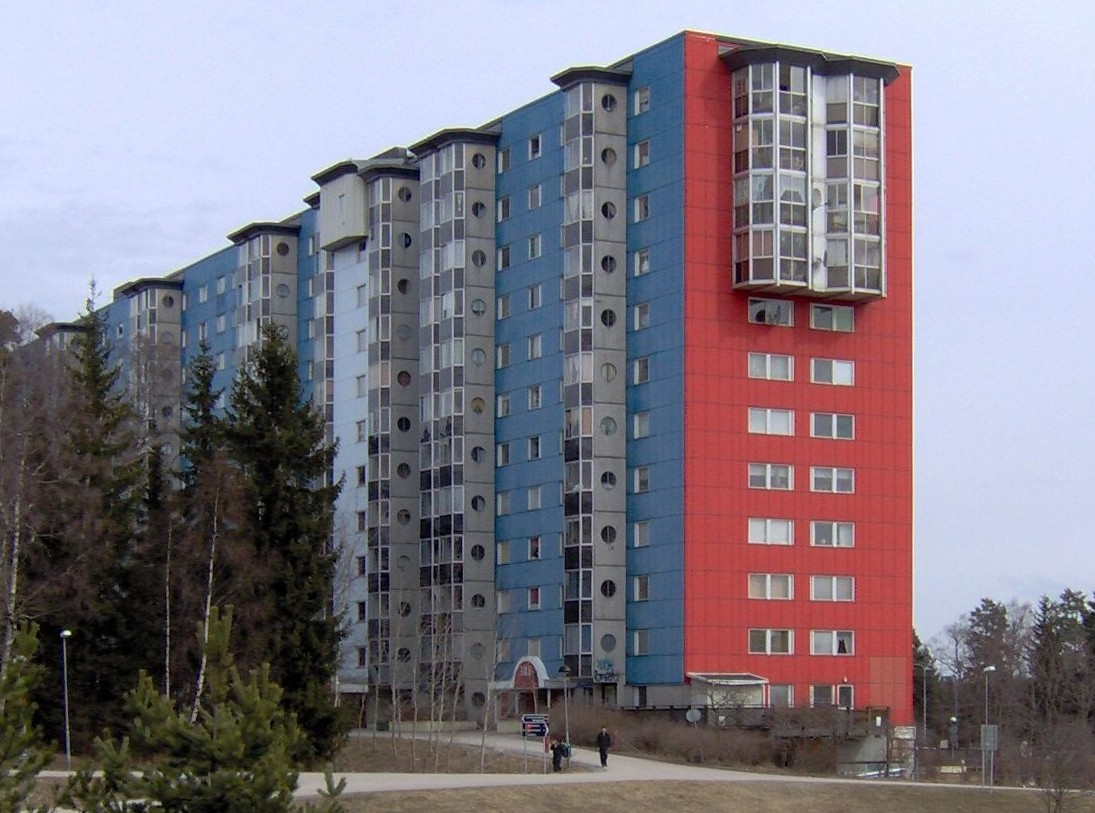
Флемингсберг
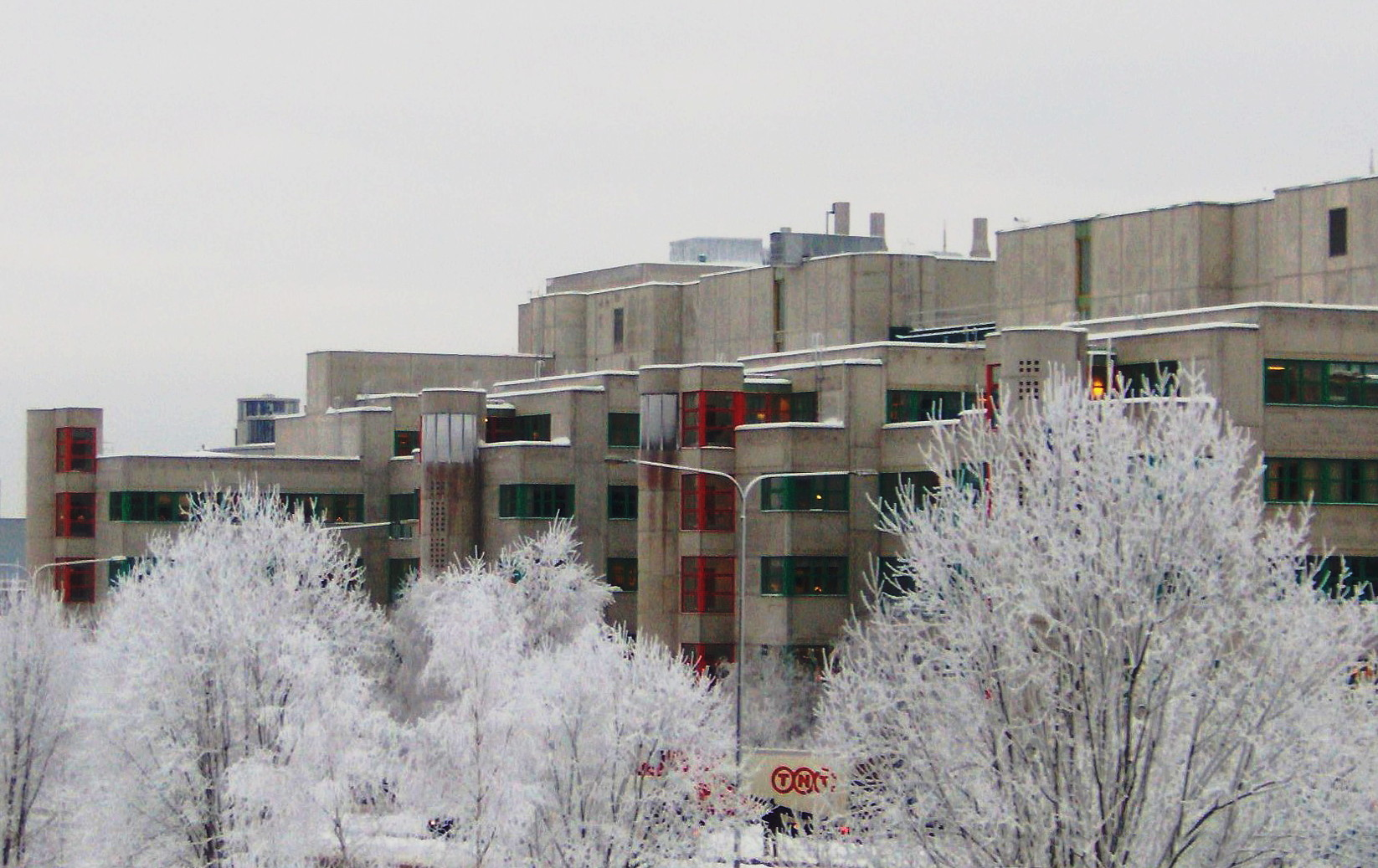
Южный кампус Каролинского института во Флемингсберге
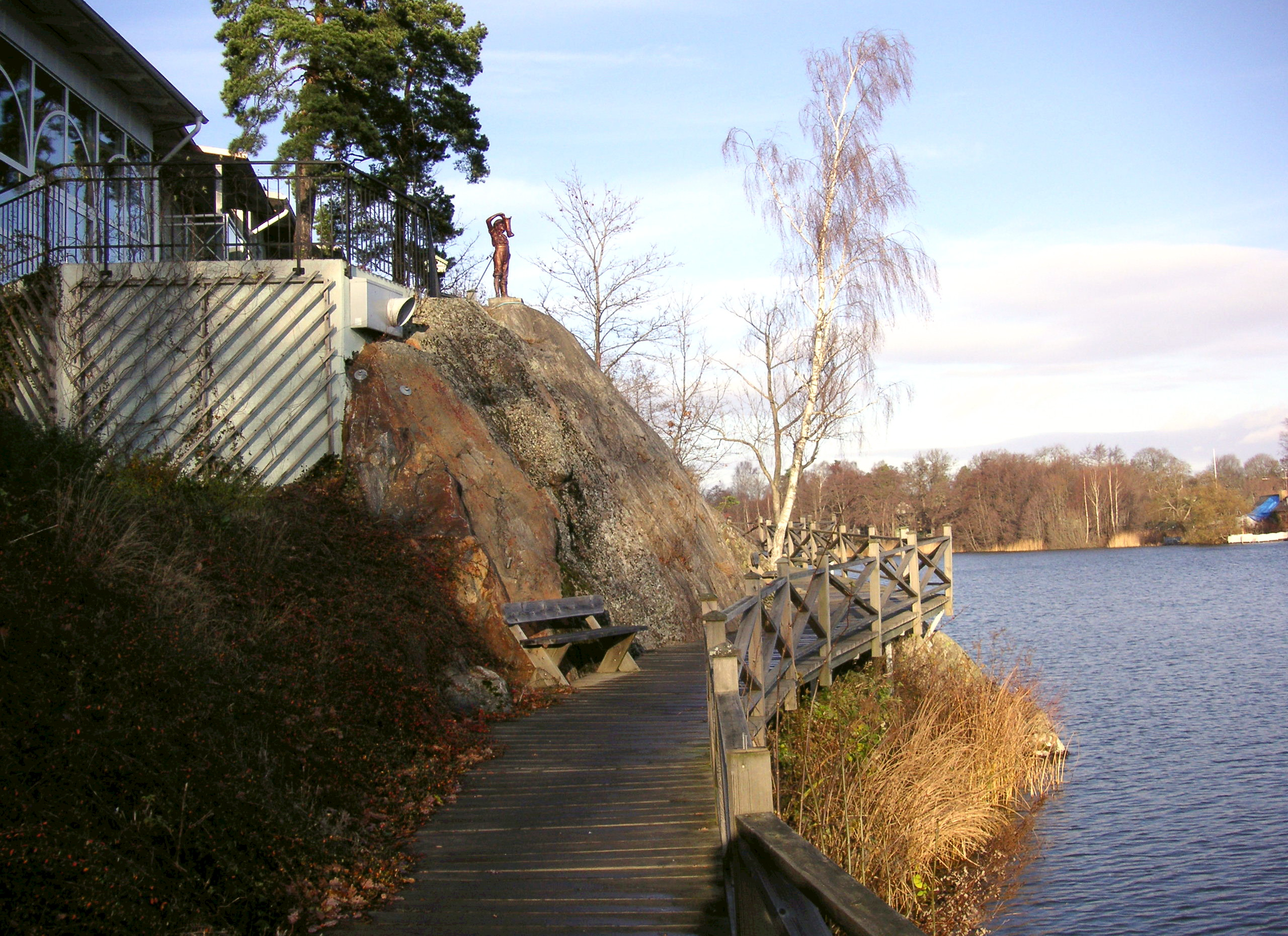
Сегельторп
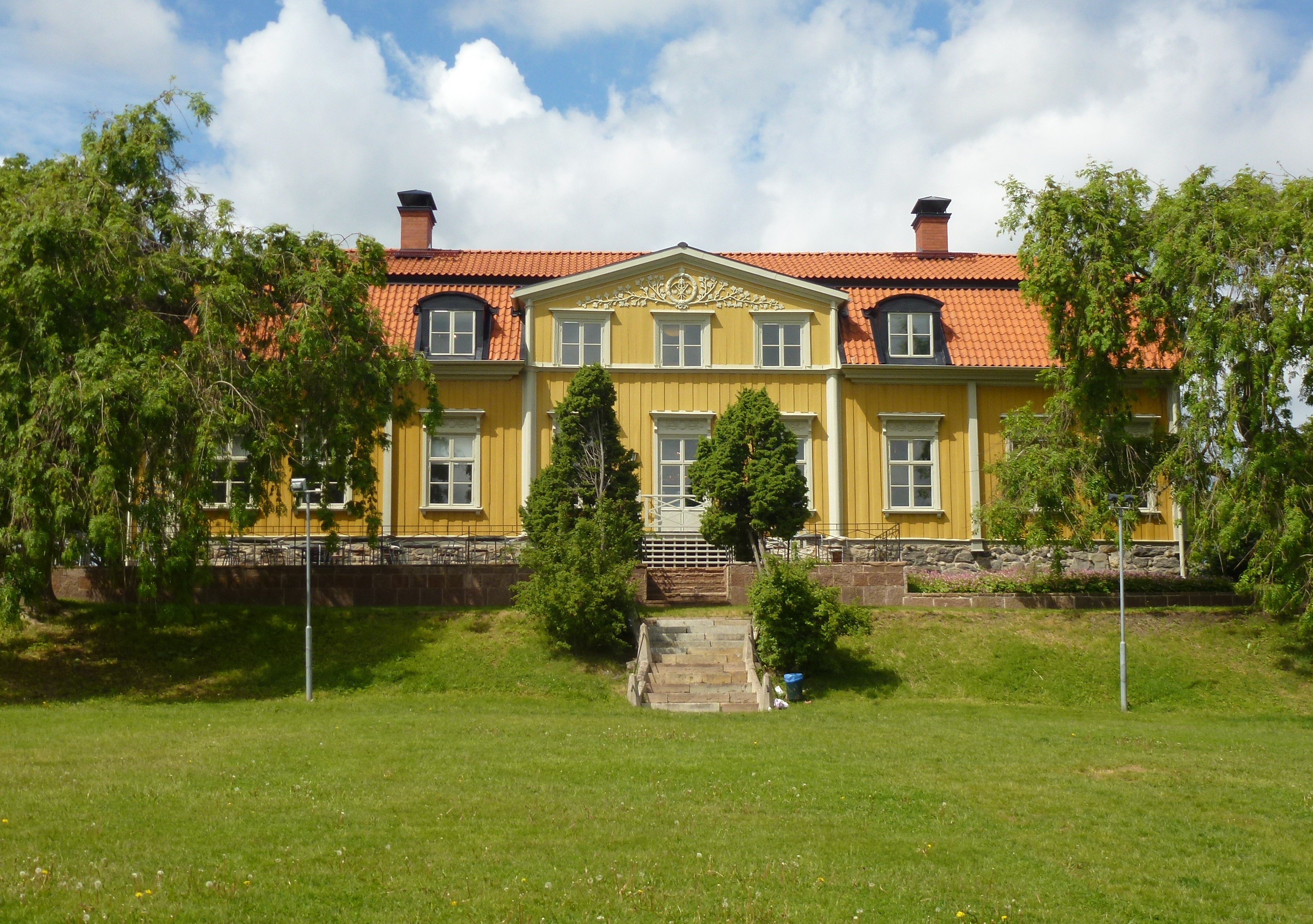
Фуллерста
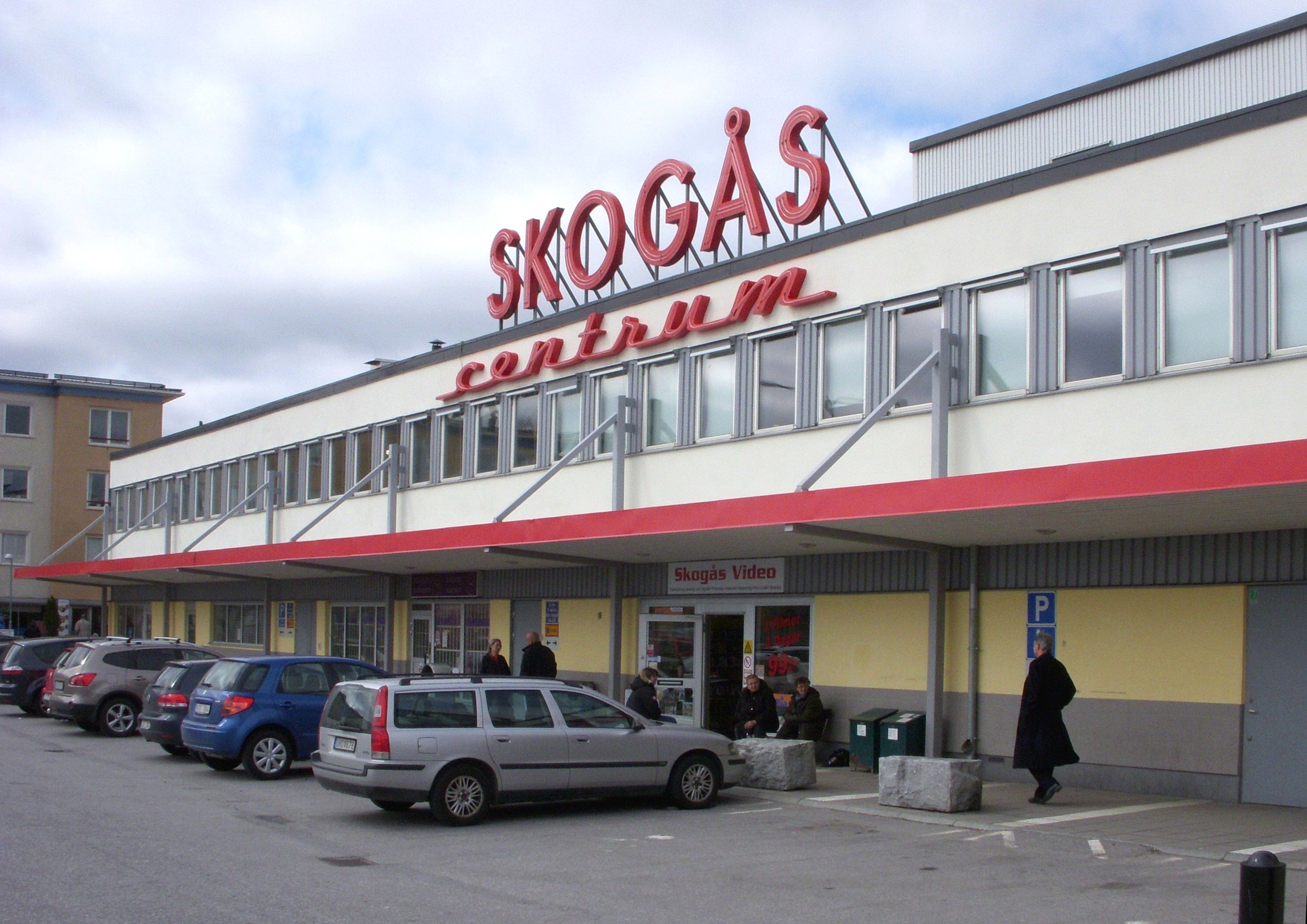
Скугос
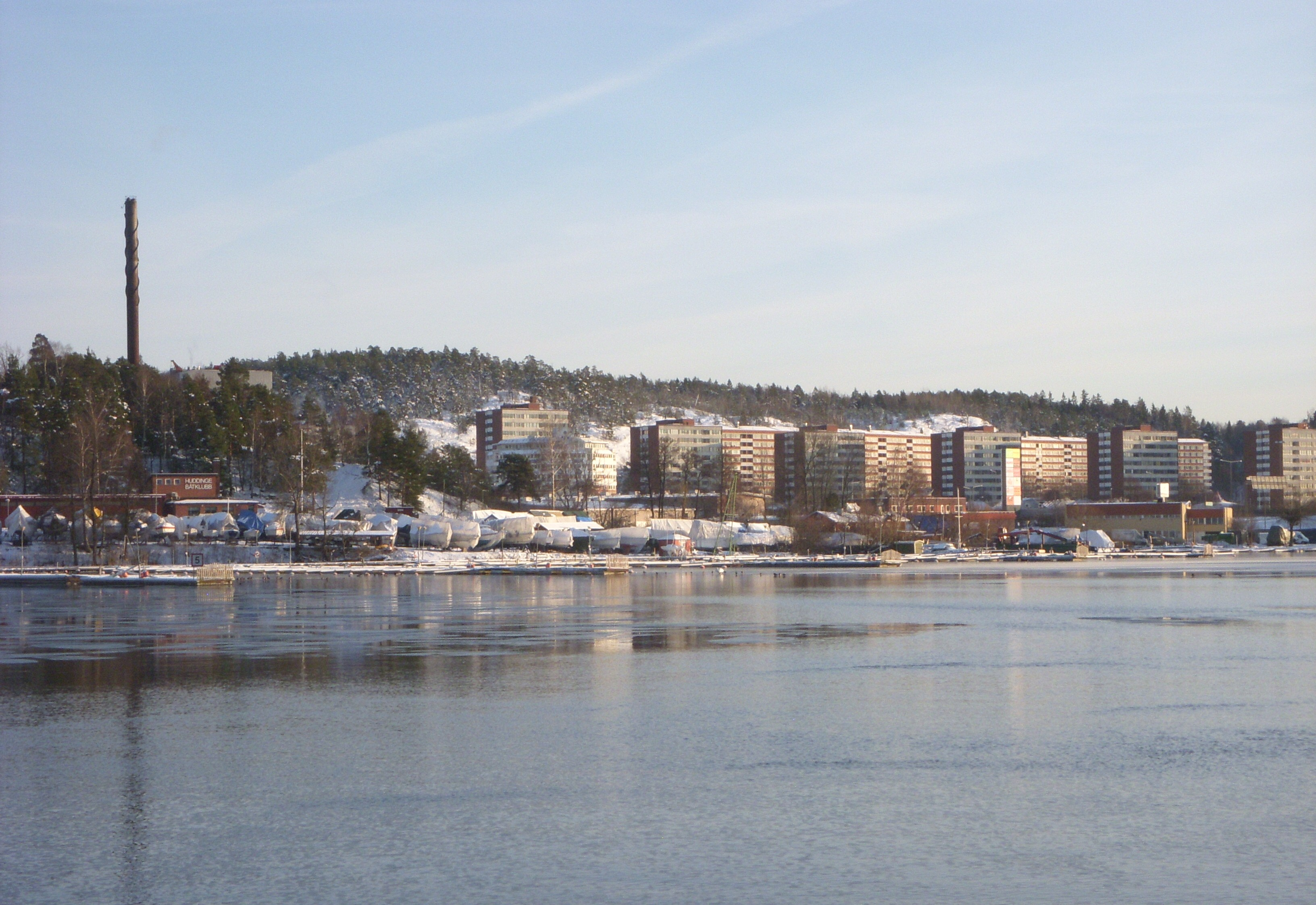
Ворбю
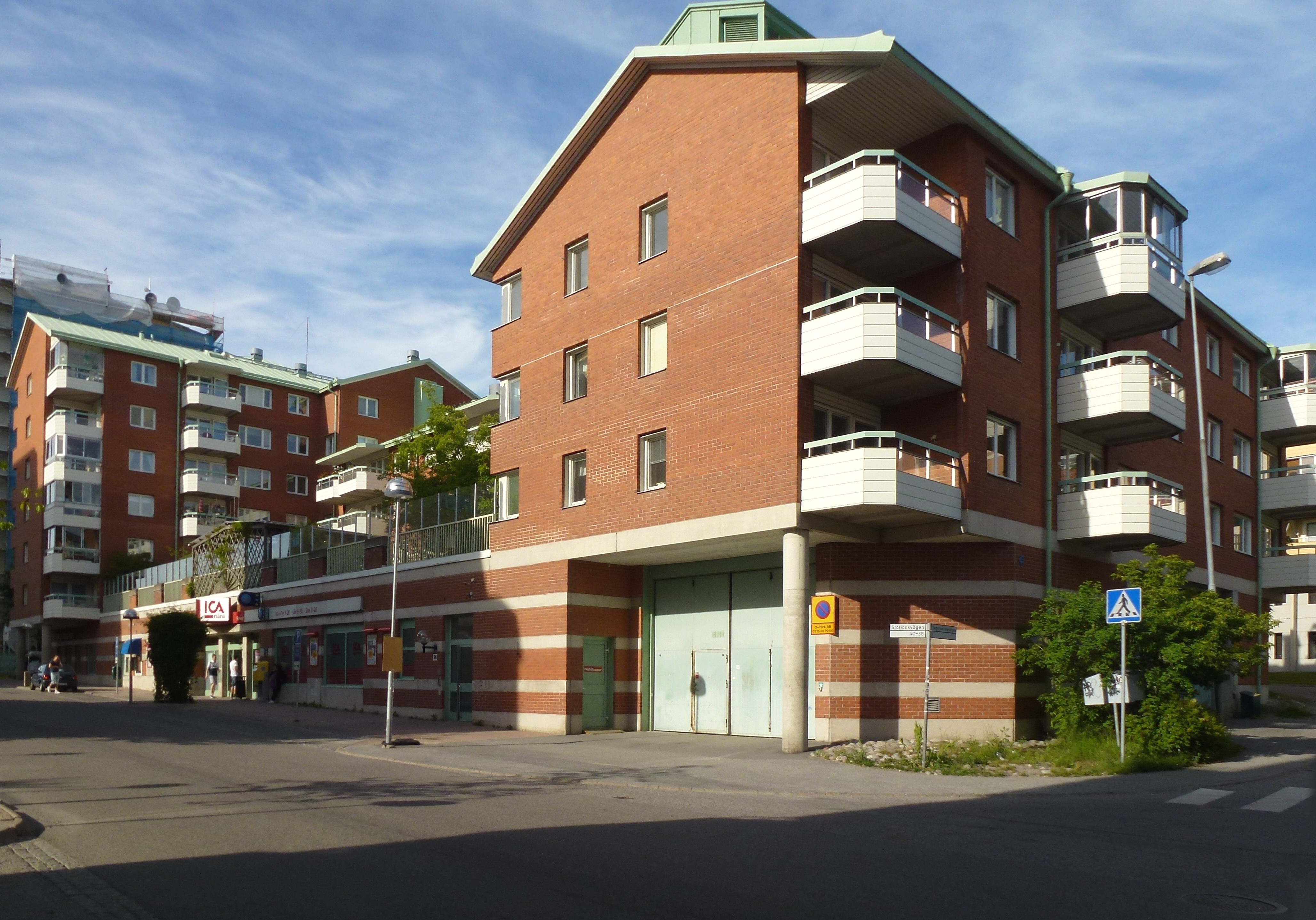
Стувста